# Club Asia
渋谷clubasia（クラブ エイジア、club asia）は、日本の東京都渋谷区円山町1-8にあるライブハウス。株式会社カルチャー・オブ・エイジアにより運営されている。この項では、系列店のVUENOS、Glad、LOUNGE NEOについても記述する。

## 沿革概要
- 1995年12月26日、株式会社カルチャー・オブ・エイジア設立[1][2]。
- 1996年3月、渋谷区円山町にclub asiaオープン[1]。
- 1998年3月、club asiaの道を挟んだ向かい側、渋谷区道玄坂2-21-7第8矢澤ビルの地下1階と1階に、VUENOS TOKYO（ヴエノス・トーキョー）オープン[3]。
- 2001年4月、VUENOS入居ビルの2-3階に、asia Pオープン（後に改装しGladにリニューアル）[4]。
- 2002年11月、VUENOSとGladが入居するビルの5-6階に、LOUNGE NEO（ラウンジ・ネオ）オープン[5]。
- 2020年4月30日、新型コロナウイルス（COVID-19)の影響で同年5月31日にVUENOS、Glad、LOUNGE NEOの閉店を発表[6]。club asiaの存続も危機を迎えていることから、翌5月1日より「CAMPFIRE」にてクラウドファンディングを行うことを発表[7]、6月15日までに6,744人より39,119,565円を集めた[8]。

## 施設概要
club asia
- スタンディング300人
- 所在地 東京都渋谷区円山町1-8
- 最寄り駅 JR、東京メトロ渋谷駅

VUENOS
- スタンディング300人
- 所在地 東京都渋谷区道玄坂2-21-7第8矢澤ビル

Glad
- スタンディング250人、着席70席
- 所在地 同上

LOUNGE NEO
- スタンディング200人
- 所在地 同上

これら4店舗に隣接してShibuya O-EAST、Shibuya O-WESTなどがあり、道玄坂・円山町のライブハウス群を形成している。

## 会社概要
株式会社カルチャー･オブ･エイジア（Culture of Asia Co., Ltd.）は、渋谷区道玄坂2-21-7第8矢澤ビル4階に本社を置く企業。

### 業務内容
- ライブハウス・クラブの運営
- エンターテインメントの創造・運営
- CD・DVD等の製作・販売、音楽著作権の管理
- 音楽・映画・各種イベントの企画・製作
- 広告・宣伝及び広報代理業務